# Лавка чудес (роман)
Лавка чудес — роман Жоржи Амаду в жанре магического реализма, написанный в середине 1960-х годов. Основная тема романа — исследование смешения культур и расизма в Бразилии. В 1977 году роман был экранизирован Нелсоном Перейрой дус Сантусом по сценарию самого Амаду. В 1985 году по роману был поставлен небольшой сериал (30 серий). По мнению Ю. Покальчука, является одним из самых программных произведений автора.

## Сюжет
Главный герой — Педро Аршанжо, нищий мулат, который одновременно является жрецом кандомбле, мастером капоэйры, оригинальным социальным мыслителем и поэтом, свободно владевший французским, испанским и английским языками, и символическим «отцом всего народа». Также он бабник и пьяница, который в последние годы жизни прислуживал в публичном доме, и умер в канаве в 1943 году. Действие романа начинается с прибытия в 1968 году в Баию американского антрополога Левенсона, лауреата Нобелевской премии, от которого образованные бразильцы впервые узнают о существовании Аршанжо. Левенсон желает отпраздновать 100-летний юбилей бразильца, и заказывает местному поэту Фаусто Пена подготовить материалы к его биографии. Это является главной сюжетной конструкцией романа, в котором огромное количество действующих лиц и ситуаций. Левенсон опубликовал в Америке биографию Аршанжо, которая не имеет к нему никакого отношения: он даже не заглянул в рукопись Фаусто Пена.
«Лавка чудес», вынесенная в заглавие, — это художественная мастерская, принадлежавшая куму Аршанжо — Лидио Корро. Если люди излечивались, благодаря молитве, они заказывали в лавке картину, изображающую их исцеление, и дарили её храму. В этой же лавке собирались местные народные интеллектуалы и художники. Лидио и Педро были также политическими активистами: когда в начале XX века власти Баии запретили языческий карнавал, они добились его проведения, а подлинным чудом в народе назвали болезнь всесильного полицмейстера, который разогнал толпу.
Расизм — важнейшая тема романа. Крестник и ученик Педро Аршанжо — Тадеу, стал первым мулатом, получившим диплом инженера. Против воли родителей его белой возлюбленной — Лу — он женится на ней. Распутство Аршанжо и огромное количество детей, им прижитых — рождались только сыновья, — показывают, что смешение рас — лучшее решение всех возникающих проблем. В одной из четырёх своих книг, Аршанжо доказал, что все самые отъявленные расисты Баии имеют негритянскую кровь, за что и был арестован. Книга заканчивается грандиозным мистическим карнавалом в честь умершего Педро, что должно показать, что его борьба привела к успеху: там участвуют все герои романа, жившие и в XIX веке, и уже после смерти Аршанжо, включая его финскую возлюбленную.
Ещё одна важная линия романа — книги Аршанжо. Первая его книга — «Обряды и обычаи народа Баии» — в которой в наивной и самобытной манере он просто записал всё, что видел вокруг. Это привело к разгромной критике его врагов, что задело гордого писателя, и он написал строго научный труд «Африканские влияния на народные обычаи Баии», но расплатился за свой труд пересмотром всего мировоззрения. Третья книга — «Заметки о смешении рас в баиянских семьях» — привела к аресту писателя и тем, что его выгнали с должности педеля в медицинской школе при соборе. Последний период жизни Аршанжу — бродяги, не подчинявшегося правилам, — выразился в книге «Баиянская кухня — её истоки и рецепты».